# Holmsjön (Fellingsbro socken, Västmanland)
Holmsjön är en sjö i Lindesbergs kommun i Västmanland och ingår i Norrströms huvudavrinningsområde.